# Врублевский, Фаддей Евстафьевич
Фаддей Евстафьевич Врублевский (пол. Tadeusz Stanisław Wróblewski, лит. Tadas Vrublevskis; 8 ноября 1858, Вильно — 3 июля 1925, Вильно) — правовед, адвокат, общественный деятель Виленского края, библиофил.

## Биография
С 1877 года учился в Санкт-Петербургской Медико-хирургической академии. В 1880 году по обвинению в принадлежности к тайной революционной организации в Варшаве был выслан в Тобольскую губернию.
В 1886 году окончил Санкт-Петербургский университет. В 1891 году вернулся в Вильно, работал адвокатом. Во время Революции 1905—1907 годов защищал права её участников в российских судах. В 1912 году в Вильно основал публичную Библиотеку Врублевских. С 1922 года состоял членом Литовского научного общества.
Похоронен на кладбище Росса.

## Труды
Сотрудничал в журнале „Visuomenė“. Автор статей по вопросам статистики, права, истории Вильнюса, землевладения в Литве, библиотековедения, библиографии. Важнейшие книги: „Über die Denkschrift der bedrückten Fremde Völker Russland“ (1915), „Naród i samookreślenie narodowe“ (1919), „Uwagi o projekcie P. Hymansa“ (1921).